# 이브이
이브이(일본어: イーブイ 이부이[*])는 포켓몬스터 시리즈에 등장하는 가공의 캐릭터 (몬스터)이다. 이름의 유래는 진화를 뜻하는 영단어 'Evolution' 의 앞글자 'Ev'를 그대로 읽은 것이다.
긴 귀와 목 주위의 목도리 같은 털이 특징이다. 샤미드, 쥬피썬더, 부스터, 에브이, 블래키, 리피아, 글레이시아, 님피아 총 8종의 포켓몬으로 진화할 수 있다.
애니메이션 마다 조연 혹은 주연의 포켓몬으로 등장한다.
2017년과 2025년에 이브이를 포함한 님피아, 샤미드, 글레이시아, 리피아, 블래키, 에브이, 쥬피썬더, 부스터의 등신대 인형을 판매했다. 2017년의 등신대 인형은 퀄리티가 2025년에 비해 떨어지지만 2025년의 등신대 인형은 퀄리티가 높다.

## 등장 게임
- 1세대 포켓몬스터 레드·그린
- 2세대 포켓몬스터 금·은
- 3세대 포켓몬스터 루비·사파이어
- 4세대 포켓몬스터 다이아몬드·펄
- 5세대 포켓몬스터 블랙·화이트[1]
- 6세대 포켓몬스터 X·Y
- 7세대 포켓몬스터 썬·문
- 8세대 포켓몬스터 소드·실드
- 9세대 포켓몬스터 스칼렛·바이올렛
- Pokémon LEGENDS 아르세우스
- 포켓몬 GO
- 포켓몬 슬립
- 포켓몬 마스터즈 EX
- 3세대 리메이크 포켓몬스터 오메가루비·알파사파이어
- 포켓몬 카페 믹스
- 포켓몬 유나이트
- 포켓몬 퀘스트

## 탄생
다지리 사토시의 친구로서 포켓몬스터의 디자이너를 맡아온 스기모리 겐의 디자인이다.
영어판에서는 원래 Eon이라는 명칭을 쓰고자 했지만 발매 거의 직전에 고쳐 Eevee로 이름하게 되었다는 것 같다.
게임의 설명에 따르면 이브이는 갈색의 털을 가진 포유류로서 털이 무성한 꼬리에는 끄트머리에 크림과 같은 색이 있고 목둘레의 털에도 또한 크림색을 가지고 있다. 눈은 갈색이며 귀가 큼지막하고 육구는 분홍빛. 불규칙한 유전적 구조를 가져 서로 다른 가지각색의 포켓몬으로 진화할 수 있는 가능성을 내포하였다. 게임상에서 출현빈도가 그다지 높지 못하다. (대신 키우미 집에서 메타몽과 함께 증식이 가능하다.)

## 이브이의 날
1121을 일본어로 읽으면 이이부이, 즉 이브이가 되므로 11월 21일은 공식적으로 이브이의 날로 정해져있다. 따라서 매년 11월 21일에는 포켓몬 마스터즈 EX 에서 이브이의 날 행사로 이브이 알을 얻을 수 있으며 알에서 태어난 이브이를 이브이의 진화체로 진화시킬 수 있다. 해당 이브이가 진화하면 필드를 바꾸는 트레이너 기술을 쓸 수 있다.

## 성비
이브이와 이브이의 진화체 포켓몬 모두 희귀성을 위해서 수컷 87.5%, 암컷 12.5%로 수컷의 성비가 암컷의 성비보다 훨씐 높다.

## 님피아
님피아(일본어: ニンフィア, 영어: Sylveon)는 6세대 포켓몬스터 XY 에 새로 등장한 이브이의 진화체 포켓몬이다. 설정상 트레이너를 매우 잘 따르고 좋아하는 이브이가 님피아로 진화한다고 한다. 이러한 설정이 반영되어 포켓몬스터 게임 내에선 페어리 타입 기술을 배우고 일정한 수치 이상으로 친밀도를 올려야 이브이가 님피아로 진화할 수 있다. 이름의 유래는 님프다.

### 등장 에피소드
- 포켓몬스터 XY (애니메이션)

태그 배틀에서 세레나의 이브이가 위기를 겪으며, 이브이가 님피아로 진화했다.
- 극장판 포켓몬스터 베스트위시: 신의 속도 게노세크트, 뮤츠의 각성

특별편에서 님피아가 님피아의 집에서 파티를 했다. 님피아의 울음소리를 들은 피카츄 일행은 님피아를 따라갔다.
- 포켓몬스터 W

하루의 이브이가 어떤 포켓몬으로 진화할지 고민하다가 세레나의 님피아를 만났다.

### 사용 트레이너
- 마슈
- 세레나
- 프루미에
- 모란
- 칼름

### 특징
분홍색 리본을 귀와 목에 달고 있으며 연한 하늘색 눈을 갖고 있다. 이로치가 아닌 일반 개체는 귀와 꼬리, 리본이 분홍색이고, 눈은 연한 하늘색이다. 성비는 수컷 87.5%, 암컷 12.5%.

### 타입상성

#### 2배 (효과가 굉장함)
강철, 독

#### 1배 (효과가 보통임)
불꽃, 물, 풀, 노말, 에스퍼, 전기, 얼음, 땅, 비행, 페어리, 고스트, ???타입

#### 0.5배 (효과가 별로임)
벌레, 격투, 악

#### 0배 (효과가 없음)
드래곤

### 등장 게임
- 6세대 포켓몬스터 X·Y
- 7세대 포켓몬스터 썬·문
- 8세대 포켓몬스터 소드·실드
- 9세대 포켓몬스터 스칼렛·바이올렛
- Pokémon LEGENDS 아르세우스
- 포켓몬 GO
- 포켓몬 슬립
- 포켓몬 마스터즈 EX
- 3세대 리메이크 포켓몬스터 오메가루비·알파사파이어
- 포켓몬 카페 믹스
- 포켓몬 유나이트

## 부스터
부스터(일본어: ブースター, 영어: Flareon)는 1세대에 등장한 이브이의 불꽃타입 진화형 포켓몬이다.

### 등장 게임
- 1세대 포켓몬스터 레드·그린
- 2세대 포켓몬스터 금·은
- 3세대 포켓몬스터 루비·사파이어
- 4세대 포켓몬스터 다이아몬드·펄
- 6세대 포켓몬스터 X·Y
- 7세대 포켓몬스터 썬·문
- 8세대 포켓몬스터 소드·실드
- 9세대 포켓몬스터 스칼렛·바이올렛
- Pokémon LEGENDS 아르세우스
- 포켓몬 GO
- 포켓몬 슬립
- 포켓몬 마스터즈 EX
- 3세대 리메이크 포켓몬스터 오메가루비·알파사파이어
- 포켓몬 카페 믹스
- 포켓몬 유나이트
- 포켓몬 퀘스트

### 특징
이브이의 진화체들 중 유일하게 물리형이여서 "유일왕"이라고 불리기도 한다. 주황빛 몸과 이브이를 닮은 가슴의 털이 특징이다.

### 사용 트레이너
- 광휘
- 대엽

## 샤미드
샤미드(영어: Vaporeon)는 1세대에 등장한 이브이의 물 타입 진화형 포켓몬이다.

### 등장 게임
- 1세대 포켓몬스터 레드·그린
- 2세대 포켓몬스터 금·은
- 3세대 포켓몬스터 루비·사파이어
- 4세대 포켓몬스터 다이아몬드·펄
- 6세대 포켓몬스터 X·Y
- 7세대 포켓몬스터 썬·문
- 8세대 포켓몬스터 소드·실드
- 9세대 포켓몬스터 스칼렛·바이올렛
- Pokémon LEGENDS 아르세우스
- 포켓몬 GO
- 포켓몬 슬립
- 포켓몬 마스터즈 EX
- 3세대 리메이크 포켓몬스터 오메가루비·알파사파이어
- 포켓몬 카페 믹스
- 포켓몬 유나이트
- 포켓몬 퀘스트

### 사용 트레이너
- 최이슬

## 리피아
리피아(영어: Leafeon)는 4세대에 등장한 이브이의 풀 타입 진화형 포켓몬이다.

### 등장 게임
- 4세대 포켓몬스터 다이아몬드·펄
- 6세대 포켓몬스터 X·Y
- 7세대 포켓몬스터 썬·문
- 8세대 포켓몬스터 소드·실드
- 9세대 포켓몬스터 스칼렛·바이올렛
- Pokémon LEGENDS 아르세우스
- 포켓몬 GO
- 포켓몬 슬립
- 포켓몬 마스터즈 EX
- 3세대 리메이크 포켓몬스터 오메가루비·알파사파이어
- 포켓몬 카페 믹스
- 포켓몬 유나이트

### 사용 트레이너
- 찬석
- 민화
- N
- 유채

## 글레이시아
글레이시아는 4세대에 등장한 얼음 타입 이브이의 진화형 포켓몬이다.

### 등장 게임
- 4세대 포켓몬스터 다이아몬드·펄
- 6세대 포켓몬스터 X·Y
- 7세대 포켓몬스터 썬·문
- 8세대 포켓몬스터 소드·실드
- 9세대 포켓몬스터 스칼렛·바이올렛
- Pokémon LEGENDS 아르세우스
- 포켓몬 GO
- 포켓몬 슬립
- 포켓몬 마스터즈 EX
- 3세대 리메이크 포켓몬스터 오메가루비·알파사파이어
- 포켓몬 카페 믹스
- 포켓몬 유나이트

### 사용 트레이너
- 주혜
- 광휘
- N

## 블래키
블래키는 2세대에 등장한 이브이의 악 타입 진화형 포켓몬이다.

### 등장 게임
- 2세대 포켓몬스터 금·은
- 3세대 포켓몬스터 루비·사파이어
- 4세대 포켓몬스터 다이아몬드·펄
- 6세대 포켓몬스터 X·Y
- 7세대 포켓몬스터 썬·문
- 8세대 포켓몬스터 소드·실드
- 9세대 포켓몬스터 스칼렛·바이올렛
- Pokémon LEGENDS 아르세우스
- 포켓몬 GO
- 포켓몬 슬립
- 포켓몬 마스터즈 EX
- 3세대 리메이크 포켓몬스터 오메가루비·알파사파이어
- 포켓몬 카페 믹스
- 포켓몬 유나이트

### 사용 트레이너
- 글라디오
- 카렌

## 에브이
에브이는 2세대에 등장한 이브이의 에스퍼 타입 진화형 포켓몬이다.

### 등장 게임
- 2세대 포켓몬스터 금·은
- 3세대 포켓몬스터 루비·사파이어
- 4세대 포켓몬스터 다이아몬드·펄
- 6세대 포켓몬스터 X·Y
- 7세대 포켓몬스터 썬·문
- 8세대 포켓몬스터 소드·실드
- 9세대 포켓몬스터 스칼렛·바이올렛
- Pokémon LEGENDS 아르세우스
- 포켓몬 GO
- 포켓몬 슬립
- 포켓몬 마스터즈 EX
- 3세대 리메이크 포켓몬스터 오메가루비·알파사파이어
- 포켓몬 카페 믹스
- 포켓몬 유나이트

### 사용 트레이너
- 광휘
- 하나

## 쥬피썬더
쥬피썬더는 1세대에 등장한 이브이의 전기 타입 진화형 포켓몬이다.

### 등장 게임
- 1세대 포켓몬스터 레드·그린
- 2세대 포켓몬스터 금·은
- 3세대 포켓몬스터 루비·사파이어
- 4세대 포켓몬스터 다이아몬드·펄
- 6세대 포켓몬스터 X·Y
- 7세대 포켓몬스터 썬·문
- 8세대 포켓몬스터 소드·실드
- 9세대 포켓몬스터 스칼렛·바이올렛
- Pokémon LEGENDS 아르세우스
- 포켓몬 GO
- 포켓몬 슬립
- 포켓몬 마스터즈 EX
- 3세대 리메이크 포켓몬스터 오메가루비·알파사파이어
- 포켓몬 카페 믹스
- 포켓몬 유나이트
- 포켓몬 퀘스트

### 사용 트레이너
- 전진

## 게임에서의 이브이
《포켓몬스터 적·녹》에서는 무지개 시티의 맨션에서 1마리만 입수할 수 있다.
《포켓몬스터 피카츄》에서는 라이벌이 사용한다. 시나리오 초반의 라이벌과의 대결의 승패에 의해서, 샤미드, 쥬피썬더, 부스터 중 어느 것으로 진화할지가 결정된다. 전버전과 마찬기지로 무지개 맨션에서 1마리를 얻을 수 있다.
《레츠고 이브이》에서는, 전설의 포켓몬을 능가할 정도로 강해질 수 있으며, 원래의 이브이보다 종족값과 능력치가 향상되며, 전용 기술들을 배울 수 있다. 또한, 이브이에게 옷을 입히거나 리본을 달아줄 수 있고, 이브이와 놀기를 통해 친밀도를 올릴 수 있다.
《포켓몬스터 금·은》에서는 새로운 진화형으로 에스퍼 타입의 에브이와 악 타입(체험판에선 독타입)의 블래키가 등장했다. 통신 이벤트 완료 후 금빛시티에 있는 이수재의 집에서 1마리 얻을 수 있으며 무지개 시티 게임코너의 경품으로도 등장한다.
《포켓몬스터DP 디아루가·펄기아》에서는 새로운 진화형으로 풀 타입의 리피아, 얼음 타입의 글레이시아가 등장했다. 또한 특성에 '적응력'이 추가되었다.
《포켓몬 불가사의 던전 파랑 구조대/빨강 구조대》에서는 주인공 후보의 1마리로 등장한다.
《포켓몬스터 Pt 기라티나》에서는 이브이를 가지고 있다가 재시합 때 진화한 트레이너를 만나면 재빨리 상성에 맞거나 레벨이 더 높은 포켓몬을 선두에 (리그 참가를 대비한 트레이닝은 예정 레벨까지 트레이닝된 포켓몬을 제외하고 트레이닝을 하고 싶은 포켓몬에게 집중 투자해야 하므로 제외) 놓고 전투를 하면 쉽게 이길 수 있다.
《포켓몬스터 X·Y》에서는 페어리타입의 추가로 새로운 진화형인 님피아가 등장했다.
《포켓몬스터 소드 실드》에서는 4번도로의 풀숲에서 심볼인카운터로 낮은확률로 출현한다. 그리고 거다이맥스를 할 수 있게 되었는데 전용기술은 거다이포옹이다. 효과는 데미지를 주면서 자신과 성별이 다른 상대포켓몬 전원을 헤롱헤롱 상태로 만든다. 획득방법은 포켓몬스터 레츠고! 이브이의 플레이 데이터를 가지고있는 유저가 역 안 왼쪽 구석에 있는 사람에게 말을 걸어서 손에 넣을 수 있다.(다이스푸로도 가능)
또한 이브이, 샤미드, 쥬피썬더, 부스터, 에브이, 블래키, 리피아, 글레이시아, 님피아를 입수하는 것이 훨씬 간단해졌다. 연고시티에서 이수진에게 레벨 20짜리 샤미드를 받는 것으로 입수하고, 샤미드를 교배해서 알을 8개 만든 다음, 깨어난 순서대로 하나하나 진화시킨다. 최초에 태어난 샤미드는 쥬피
썬더로, 2번째는 부스터, 3번째는 에브이, 4번째는 블래키, 5번째는 리피아, 6번째는 글레이시아 (알에서 깨어날 때는 레벨 1로, 영원의숲에서 레벨업할 때는 레벨 6까지 계속 오른다.), 7번째는 님피아(217번도로에서 레벨업할 때에는 6번째와 똑같이 레벨 6까지 계속 오른다.), 마지막은 이브이로 만든다. 사천왕 대엽 (부스터)과 오엽 (에브이)이 이브이의 진화형을 가지고 있다. 대엽의 부스터는 물 타입 (엠페르트 등), 땅 타입 (하마돈, 거대코뿌리, 글라이온 등), 바위 타입 (바리톱스, 램펄드 등)이여야 하는데, 적어도 레벨은 79~90을 넘어야 (운이 좋으면 배틀하기도 전에 레벨 100이 될 수도 있다.)이기기 쉽고, 오엽의 에브이는 악 타입 (대표적인 것으로는 앱솔), 고스트 타입 (대표적인 것으로는 기라티나), 벌레 타입이여야 하는데, 적어도 레벨은 82~93을 넘어야 (운이 좋으면 배틀하기도 전에 레벨 100이 될 수도 있다.) 이기기 쉽다.
《포켓몬 GO》에서는 샤미드, 쥬피썬더, 부스터는 각각 3 분의 1 확률로 진화하고, 리피아는 허브 루어모듈, 글레이시아는 아이스 루어모듈로 진화한다. 님피아는 파트너를 이브이로 하고 우정레벨을 3까지 올렸을 때 진화 할 수 있다. 블래키는 가끔 야생에서 출현하며 필드 리서치의 보상으로도 나온다.
이브이의 진화 체계는 다음과 같다.

진화의 돌을 사용한 진화(제1세대)

- 부스터 (불꽃의 돌을 사용)
- 쥬피썬더 (천둥의 돌을 사용)
- 샤미드 (물의 돌을 사용)

진화 가능 게임 시리즈

→ 《포켓몬스터 적/녹/청/피카츄/파이어레드/리프그린/레츠고 피카츄/레츠고 이브이》 (관동지방)

→ 《포켓몬스터 금/은/크리스탈/하트골드/소울실버》 (성도지방)

→ 《포켓몬스터 루비/사파이어/에메랄드/오메가루비/알파사파이어》 (호연지방)

→ 《포켓몬스터 다이아몬드/펄/플라티나》 (신오지방)

→ 《포켓몬스터 블랙/화이트/블랙2/화이트2》 (하나지방)

→ 《포켓몬스터 X/Y》 (칼로스지방)

→ 《포켓몬스터 썬/문/울트라썬/울트라문》 (알로라지방)

→ 《포켓몬스터 소드/실드》 (가라르지방) 

→ 《포켓몬스터 스칼렛/바이올렛》 (팔데아지방)

레벨업을 통한 진화(제2세대)

- 에브이(친밀도가 높을 때 낮에 레벨 업)
- 블래키(친밀도가 높을 때 밤에 레벨 업)

진화 가능 게임 시리즈

→ 《포켓몬스터 금/은/크리스탈/하트골드/소울실버》 (성도지방)

→ 《포켓몬스터 루비/사파이어/에메랄드/오메가루비/알파사파이어》 (호연지방)

→ 《포켓몬스터 다이아몬드/펄/플라티나》 (신오지방)

→ 《포켓몬스터 블랙/화이트/블랙2/화이트2》 (하나지방)

→ 《포켓몬스터 X/Y》 (칼로스지방)

→ 《포켓몬스터 썬/문/울트라썬/울트라문》 (알로라지방)

→ 《포켓몬스터 소드/실드》 (가라르지방)

→ 《포켓몬스터 스칼렛/바이올렛》 (팔데아지방)

특정 장소에서 진화(제4세대)

- 리피아 (이끼의 돌 주변에서 레벨 업 (소드/실드에서는 리프의 돌을 사용하는 것으로 바뀌었다.))
- 글레이시아 (얼음의 돌 주변에서 레벨 업 (소드/실드에서는 얼음의 돌을 사용하는 것으로 바뀌었다.))

```
;진화 가능 게임 시리즈
```

→ 《포켓몬스터 다이아몬드/펄/플라티나》 (신오지방)

→ 《포켓몬스터 블랙/화이트/블랙2/화이트2》 (하나지방)

→ 《포켓몬스터 X/Y》 (칼로스지방)

→ 《포켓몬스터 오메가루비/알파사파이어》 (호연지방)

→ 《포켓몬스터 썬/문/울트라썬/울트라문》 (알로라지방)

→ 《포켓몬스터 소드/실드》 (가라르지방)

→ 《포켓몬스터 스칼렛/바이올렛》 (팔데아지방)

절친도의 인한 진화(6세대)
- 님피아 (페어리타입 기술을 배운체 절친도를 2이상 만들면 진화)(소드 실드에서는 친밀도 220+레벨 업으로 바뀌었다.)

진화 가능 게임 시리즈

→ 《포켓몬스터 X/Y》 (칼로스지방)

→ 《포켓몬스터 오메가루비/알파사파이어》 (호연지방)

→ 《포켓몬스터 썬/문/울트라썬/울트라문》 (알로라지방)

→ 《포켓몬스터 소드/실드》 (가라르지방)

→ 《포켓몬스터 스칼렛/바이올렛》 (팔데아지방)

→《포켓몬 GO》 (AR)

## 애니메이션에서의 이브이
《포켓몬스터》40화에서 4형제의 막내의 포켓몬으로 등장한다. 쥬피썬더, 샤미드, 부스터를 사용하는 3명의 형들로부터 (이브이를) 진화시키도록 강요당하고 있었지만, 진화시키지 않고 이브이인 채 기르는 길을 선택한다.
《포켓몬스터》118화에서는 지우의 라이벌 오바람의 포켓몬으로 등장하여 지우의 피카츄를 쓰러뜨린다. 173화에서 재등장했을 때에는 블래키로 진화하고 있다.
《포켓몬스터》185화에서는 이브이 5자매의 막내 사쿠라의 포켓몬으로 등장한다. 228화에서 재등장했을 때에는 에브이로 진화하고 있다.
《포켓몬스터 AG》에서는 봄이의 포켓몬으로 등장한다. 《포켓몬스터 DP》에서 재등장하여 글레이시아로 진화한다.
《포켓몬스터 썬문》에서 수련의 포켓몬으로 등장한다.
이름은 '물결'이다.
《포켓몬스터W》에서 채하루의 포켓몬으로 등장한다.

## 그 외에서의 이브이
- 극장판 《포켓몬 레인저와 바다의 왕자 마나피》에서 봄이의 이브이가 등장한다.
- 만화 《포켓몬스터 스페셜》에서 레드의 포켓몬으로 등장한다. 로켓단의 실험에 의해 쥬피썬더, 샤미드, 부스터로 자유롭게 진화하거나 원래대로 돌아가는 능력이 있었지만, 에브이로 진화한 후에는 그 능력이 사라져 버렸다.
- 극장판 《극장판 포켓몬스터: 모두의 이야기》에서 등장한다.
- YTN에서는 이브이의 모델이 '사막여우'라고 하며 토끼처럼 긴 귀가 특징이라고 한다.[6]

## 같이 보기
- 포켓몬스터
- 포켓몬의 목록